# Tommaso Aleni

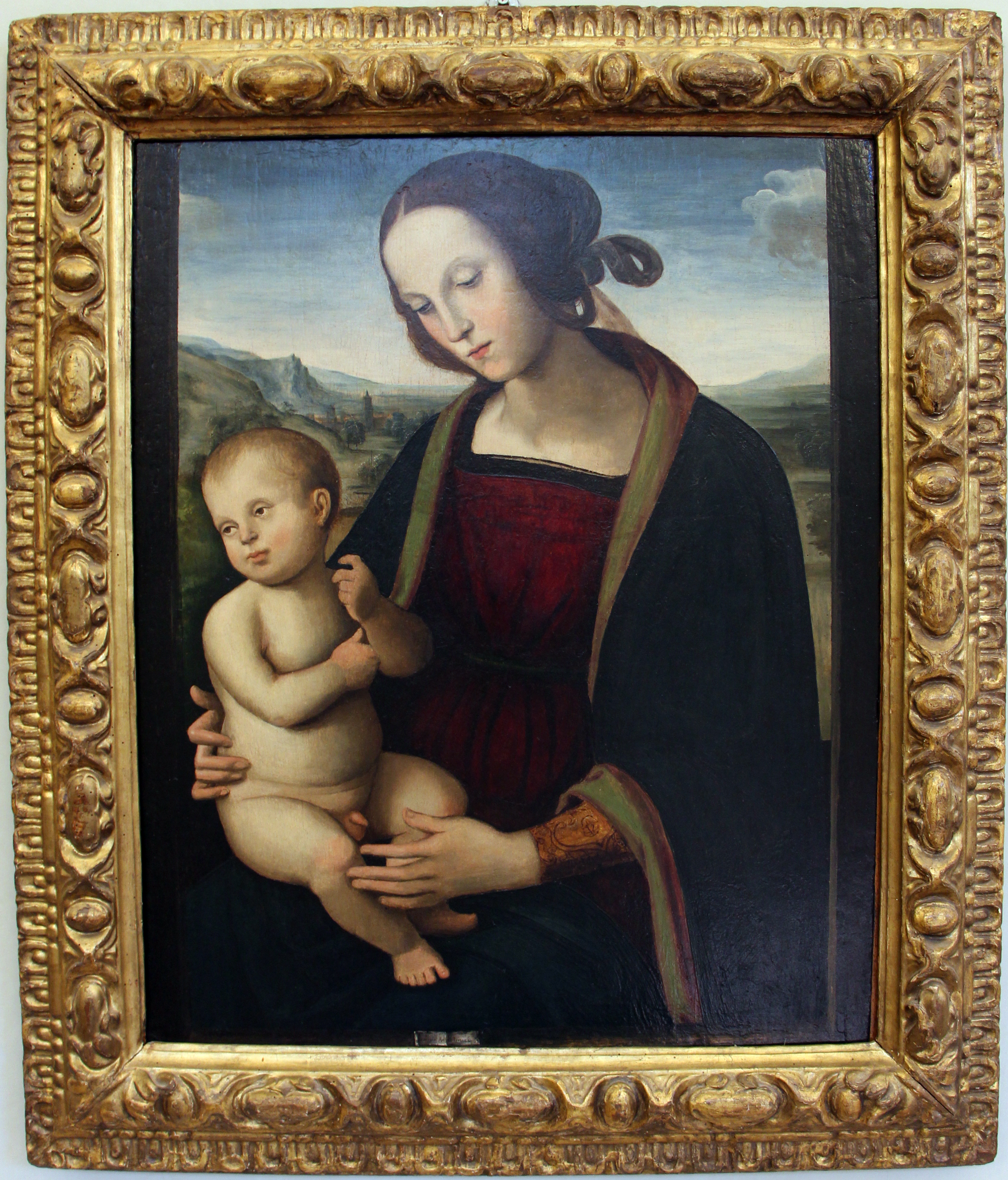
Madonna col Bambino (1500-01) da Perugino

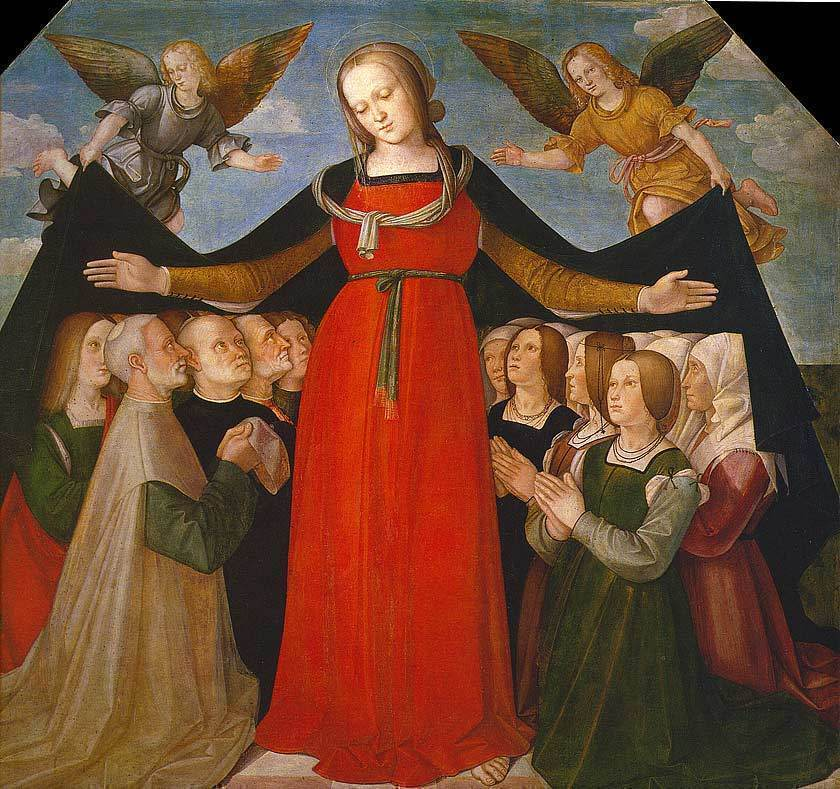
Madonna della Misericordia, chiesa di San Giovanni in Croce, attribuito a Galeazzo Campi o a Tommaso Aleni

Tommaso Aleni, detto il Fadino (Cremona, XV secolo – XVI secolo), è stato un pittore italiano.

## Biografia
Esponente dell'eclettismo cremonese, gli si attribuiscono una Madonna col Bambino e santi (1500) e vari affreschi in chiese e conventi.
La sua opera di maggiore impegno conservata è il polittico di Santa Maria Maddalena a Cremona.
Questi rivelano una certa influenza da parte di Boccaccio Boccaccino e di Pietro Perugino.